# Kalte Platte

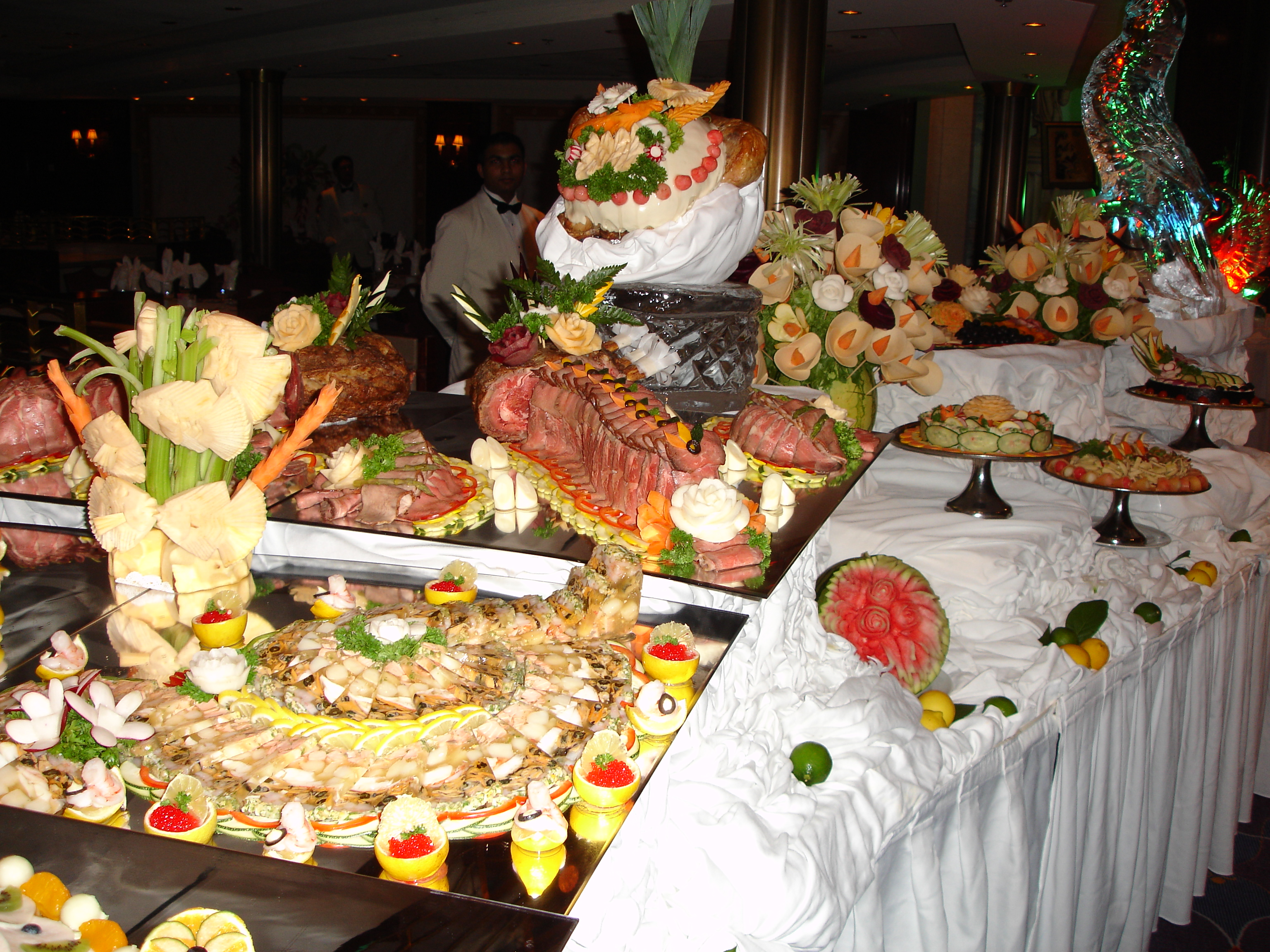
Verschiedene Kalte Platten (Buffet)

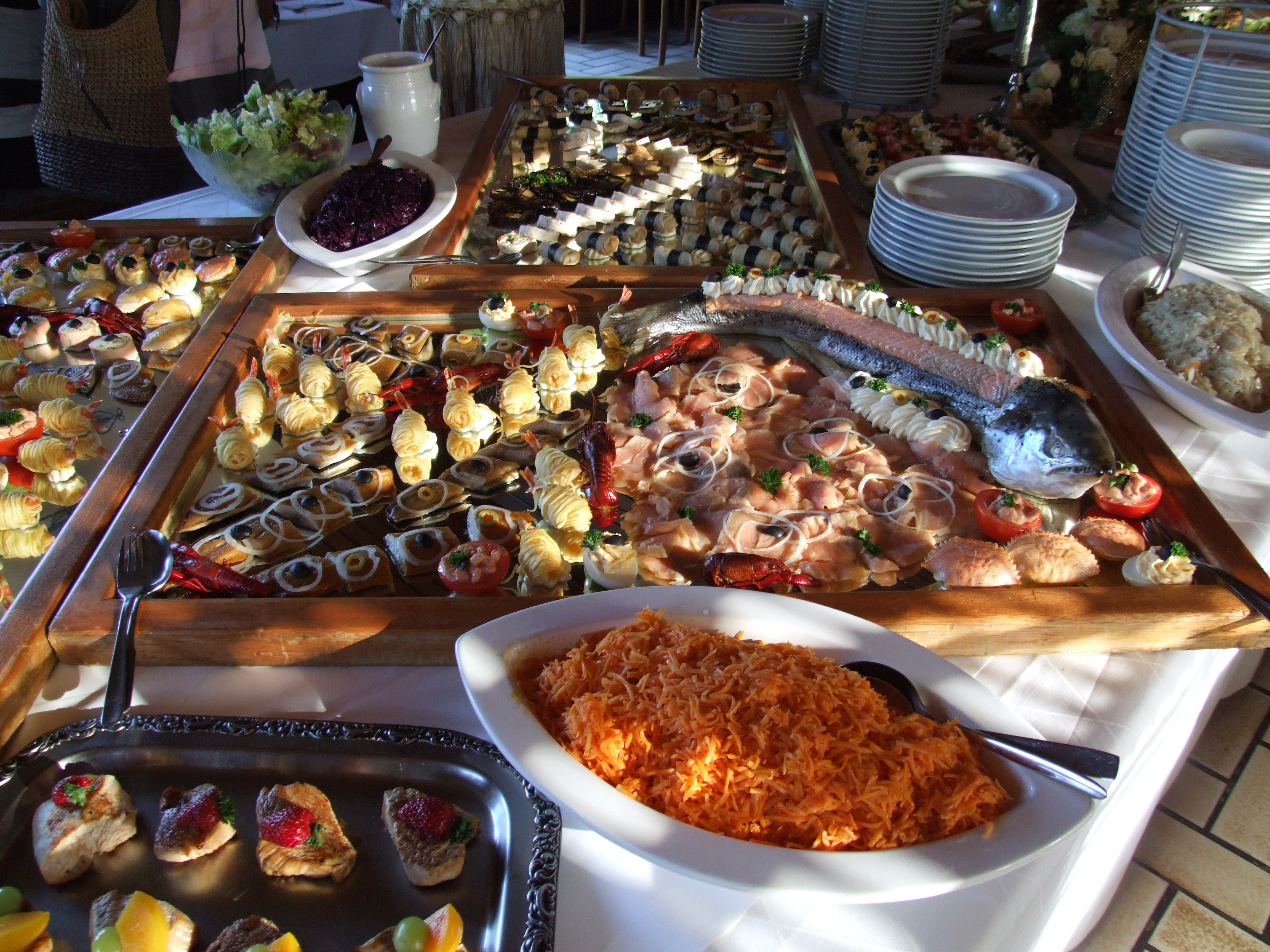
Kalte Platten mit Fisch (Buffet)

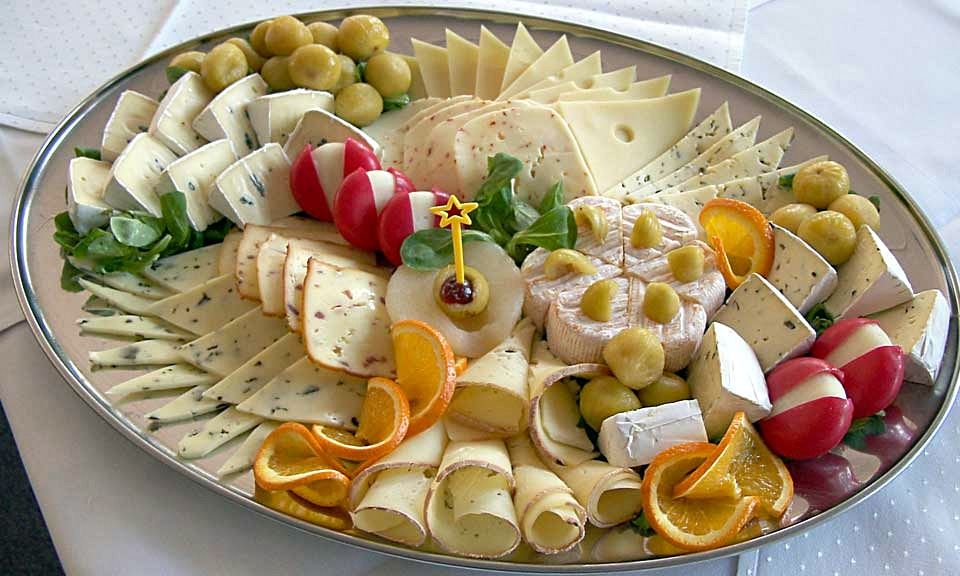
Käseplatte

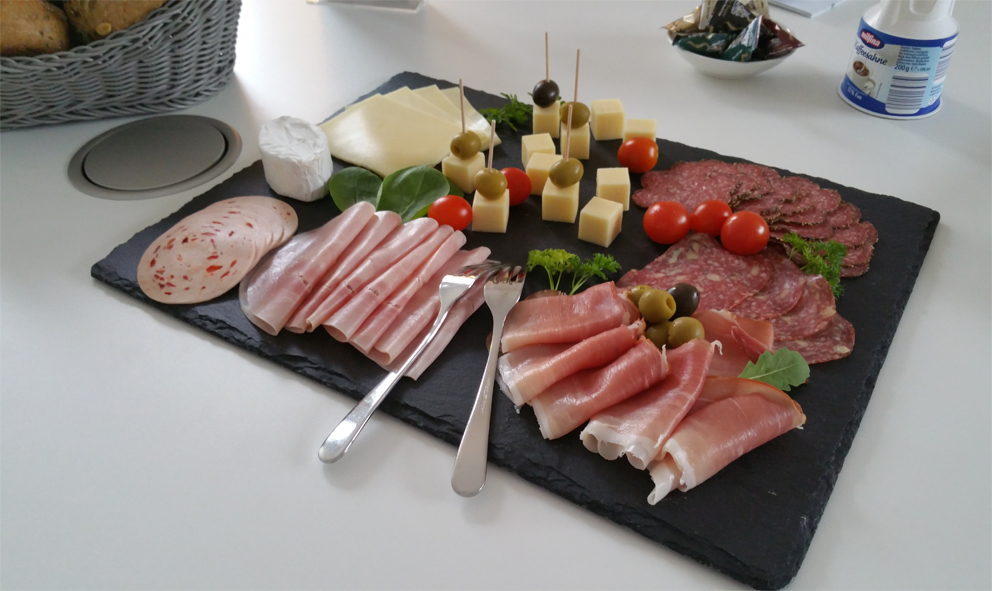
Kalte Platte mit Käse und Wurst auf einer schwarzen Schieferplatte

Als Kalte Platten bezeichnet man Zusammenstellungen von Speisen und Produkten der Kalten Küche, welche auf verschiedenem Anrichtegeschirr serviert und angeboten werden.

## Verwendung
Kalte Platten werden meist bei Anlässen serviert, bei denen aus Platz- oder Zeitgründen keine individuelle Bedienung möglich ist. Sie sind Bestandteile von Kalten Buffets oder werden als Angebot bei Stehempfängen bereitgestellt. Die einzelnen Elemente sind portionsweise angerichtet oder können leicht vom Gast abgeteilt werden.

## Zubereitungen und Präsentation
Es wird bei der Einteilung Kalter Platten zwischen Angeboten für Buffets zum Frühstück und Abendbrot, und Angeboten für Zwischenmahlzeiten bei Empfängen und Buffets unterschieden. Dabei wird die Zusammenstellung vom Anlass, der Art und Anzahl der Gäste und den Kosten bestimmt. Die Bestandteile sind frei aus dem Angebot der Kalten Küche kombinierbar.

### Buffetplatten
Büfettplatten sind eine besondere Form der kalten Platten, da sie bildhaft geprägt sind und eine bestimmte Haltbarkeit aufweisen müssen (maximal aber 2 Stunden). Zu Festbüfetts gehören beispielsweise Krustenpasteten, Galantinen und Parfaits. An zentraler Stelle platzierte sogenannte Schauplatten dienen als Blickfang, da sie üppiger dekoriert sind. Kalte Speisen werden um die Schauplatten herum in attraktiver Form angeordnet, wie Salate, Käse,  Eier-, Fleisch-, Käse-, Fisch-, Aspik- und Geflügelspeisen, Cocktailspießchen, Pastetchen usw.

### Schauplatten
Um besonders ansprechende Schaueffekte zu erzielen, werden auf Schauplatten Speisen optisch wirkungsvoll arrangiert. Als Hauptstück der Schauplatten werden größere Schlachtfleischstücke wie Kalbsrücken, Frikandeau, Roastbeef, Pökelzunge, Geflügel, Reh- und Hirschrücken oder Keulen von Reh und Wildschwein verwendet. Große Lachse, Zander, Hechte und Hummer werden ebenfalls zu Schauplatten verarbeitet. Schauplatten setzen sich üblicherweise aus dem ganzen Hauptstück, Tranchen des Hauptstücks sowie Garnierungen und Umlagen wie Obst, Gemüse, Gelee usw. zusammen.

### Aufschnittplatten
Es werden verschiedene Wurst-, Fleisch-, Fisch- und Käsesorten als Brotbelag zugeschnitten und arrangiert. Typisch sind:
- Fleisch: gekochter Schinken, roher Schinken, Braten von Schwein und Kalb, Roastbeef
- Wurst: Salami, Fleischpasteten, Leberkäse
- Käse: Hartkäse (Gouda, Emmentaler), Weichkäse (Camembert, Brie)
- Fisch: Lachs, Forelle, Makrele

### Zwischenmahlzeit
Es werden kleinere Gerichte komplett angerichtet oder als zerteilte Form angeboten. Typisch sind Canapés, gebratene Fleischscheiben, Pasteten, Räucherfisch und Käse. Diese werden mit frischen Früchten, eingelegten Gemüse oder Cremes (Eiercreme, Meerrettichcreme, Lebercreme) garniert. Dazu werden verschiedene Saucen und Buttermischungen sowie Brot und Brötchen angeboten.
Die Unterlagen der Kalten Platten bestehen aus verschiedenen Formen und Materialien wie Edelstahl, Porzellan, Holz oder Spiegel. Je nach Anlass variieren Form und Größe, ebenso die Anrichteform auf Servietten und Decken aus Papier und Folie oder auf Einweggeschirr aus Kunststoff und Aluminium.

### Restaurationsplatte
Dieses sind Platten im Angebot von Gaststätten, die frisch zusammengestellt und angerichtet werden. Sie bestehen aus verschiedenen Aufschnittsorten (Salami, Schinken, Käse, Fisch) oder werden mit Salaten, Eiern, Früchten und Cocktailhappen kombiniert.